# Армстронг, Рег
Реджинальд «Рег» Армстронг (англ. Reginald Armstrong; 1 сентября 1928, Ливерпуль — 24 ноября 1979, Брайтон, Англия) — ирландский мотогонщик, пятикратный вице-чемпион мира по шоссейно-кольцевых мотогонок серии MotoGP: в классе 250cc (1953) и по два раза в классах 350cc (1949, 1952) и 500cc (1953, 1955). Погиб в автокатастрофе в возрасте 51 года.

## Биография
Реджинальд Армстронг родился в Ливерпуле в 1926 году, однако через несколько лет его семья переехала в Дублин. Семья Армтсронга была малоимущей, но его отец начал успешный бизнес по производству двигателей, а потому поддерживал мотогоночное увлечение сына в меру сил. Первым тренером Рега был его двоюродный брат, однако с началом Второй мировой войны присоединились к обороне ирландских сил.
В первые послевоенные годы Армстронг начал активно выступать в местных соревнованиях с переменными успехами.
С образованием чемпионата мира по шоссейно-кольцевым мотогонкам серии Гран-При в 1949 году, Рэг получил приглашение от британской команды AJS для выступлений в ее составе в дебютном сезоне. Лучшим результатом Армстронга в сезоне стало 3-е место на родном для себя Гран-При Ольстера, которое в итоге позволило занять в общем зачете класса 350cc 2-е место.
На следующий сезон Рег перешел к другой британской команды — Velocette. И хотя на Гран-При Ольстера он выступил лучше, заняв 2-е место, однако в общем зачете он финишировал лишь 5-м. Также в этом сезоне он попробовал свои силы и в классе 500cc, где в единственной гонке на острове Мэн финишировал 6-м.
В сезоне 1951 Армстронг вернулся в команду AJS, однако его результаты оставались невысокими — 7-е место в классе 350cc и 6-е в 500cc.
На сезон 1952 ирландец перебрался в сильнейшей на тот момент британской команды Norton и это дало свои плоды. Уже На втором этапе сезона, в гонке класса 500cc Гран-При острова Мэн, он одержал свою первую победу в серии Гран-При, а в гонке в классе 350cc финишировал 2-м. На 5-м этапе сезона, Гран-При Западной Германии, Рег оформил «золотой дубль», одержав победы в обоих классах. Успешные выступления позволили ирландцу второй раз стать вице-чемпионом мира в классе 350cc, а также занять 3-е место общего зачета класса 500cc.
В 1952 году Армстронг стал дилером мотоциклов NSU Motorenwerke и Honda в Ирландии, поэтому он оставил Norton и стал выступать на NSU в меньших классах 125cc и 250cc, и на Gilera в классе 500cc. На 1953-1955 годы пришелся расцвет его спортивной карьеры: он трижды становился вице-чемпионом мира: однажды в классе 250cc и дважды в 500cc.
В дальнейшем растущий бизнес требовал все большей увалы, поэтому в 1956 году Рег объявил о завершении свои мотогоночной карьеры.
В 1962 году Армстронг получил приглашение от компании Honda возглавить их команду. За два года под его руководством японцы одержали 5 титулов чемпиона мира.
Также Рэг провел несколько гонок за рулем автомобиля, однако значительных успехов не достиг.
Кроме того, он занимался также стендовой стрельбой, где достиг неплохих результатов. В 1978 году он представлял свою страну на чемпионате мира по стрельбе.